# Ave, Cézár!
Az Ave Cézár! (eredeti címén: Hail, Caesar!) egy 2016-os amerikai vígjáték, melynek Ethan Coen és Joel Coen az írója, rendezője, producere, valamint a vágója is. A film főszereplője Josh Brolin, George Clooney, Alden Ehrenreich, Ralph Fiennes, Jonah Hill, Scarlett Johansson, Frances McDormand, Tilda Swinton és Channing Tatum. 
Az Amerikai Egyesült Államokban 2016. február 5-én jelent meg, Magyarországon három héttel később, február 25-én szinkronizálva, a UIP Duna forgalmazásában.
A film története kitaláció, amely végig követi Eddie Mannix (Brolin) valós életét, ahogyan ő megpróbálja felfedezni az 1950-es évek hollywoodi filmiparát; hogy mi történt a leadott tagokkal, akik eltűntek a forgatás alatt.

## Szereplők
| Színész             | Szereplő                           | Magyar hang          |
| ------------------- | ---------------------------------- | -------------------- |
| Josh Brolin         | Eddie Mannix                       | Kőszegi Ákos         |
| George Clooney      | Baird Whitlock, a filmsztár        | Szabó Sipos Barnabás |
| Tilda Swinton       | Thessaly Thacker / Thora Thacker   | Kiss Eszter          |
| Scarlett Johansson  | DeeAnna Moran                      | Bánfalvi Eszter      |
| Ralph Fiennes       | Laurence Laurentz, egy filmrendező | Csankó Zoltán        |
| Channing Tatum      | Burt Gurney, egy színész           | Dévai Balázs         |
| Jonah Hill          | Joseph Silverman                   | Elek Ferenc          |
| Christopher Lambert | Arne Slessum                       | Mihályi Győző        |
| Clancy Brown        | Gracchus                           | Vass Gábor           |
| Alden Ehrenreich    | Hobie Doyle                        | Fehér Tibor          |
| Agyness Deyn        | Nő a taxiban                       | Nemes Takách Kata    |
| Dolph Lundgren      | Tengeralattjáró-parancsnok         | Jakab Csaba          |

## Forgatás és értékelések
A film általánosságban pozitív értékeléseket kapott a kritikusoktól, akik közül sokan dicsérték a szereposztást. A Metacritic oldalán a film értékelése 72% a 100-ból, ami 50 véleményen alapul. A Rotten Tomatoeson az Ave, Cézár! 80%-os minősítést kapott, 167 értékelés alapján. A film forgatása 2014 novemberében kezdődött Los Angelesben (Kalifornia). A premier 2016. február 1-jén, majd szélesebb körben a 66. Berlini Nemzetközi Filmfesztiválon február 11-én került bemutatásra.